# Ettore Regalia
Ettore Regalia (Parma, 6 giugno 1842 – Genova, 11 dicembre 1914) è stato un antropologo, paleontologo e psicologo italiano.

## Biografia
Scienziato versatile, attivo nei campi della paleontologia, antropologia, psicologia e archeologia, nacque a Parma nel 1842. Iniziò studi matematici, ma li interruppe per lavorare a Torino, sviluppando interesse per l'osteologia comparata. Trasferitosi a Firenze, grazie anche a un ritrovamento in una grotta dell'isola Palmaria, fece la conoscenza di Paolo Mantegazza, che lo convinse a dedicarsi alla ricerca scientifica. Nel 1881 ottenne la libera docenza.
Regalia condusse numerose ricerche e pubblicò memorie sulla fauna quaternaria, studiando anche anomalie vertebrali e caratteristiche etnico-antropologiche di popoli come i Papuani e i Fuegini, collaborando spesso con Mantegazza. Si interessò inoltre di archeologia preistorica e approfondì gli studi psicologici, distinguendosi per le sue indagini sui sentimenti, le emozioni e i rapporti tra dolore e azione.